# 屈臣氏酒窖

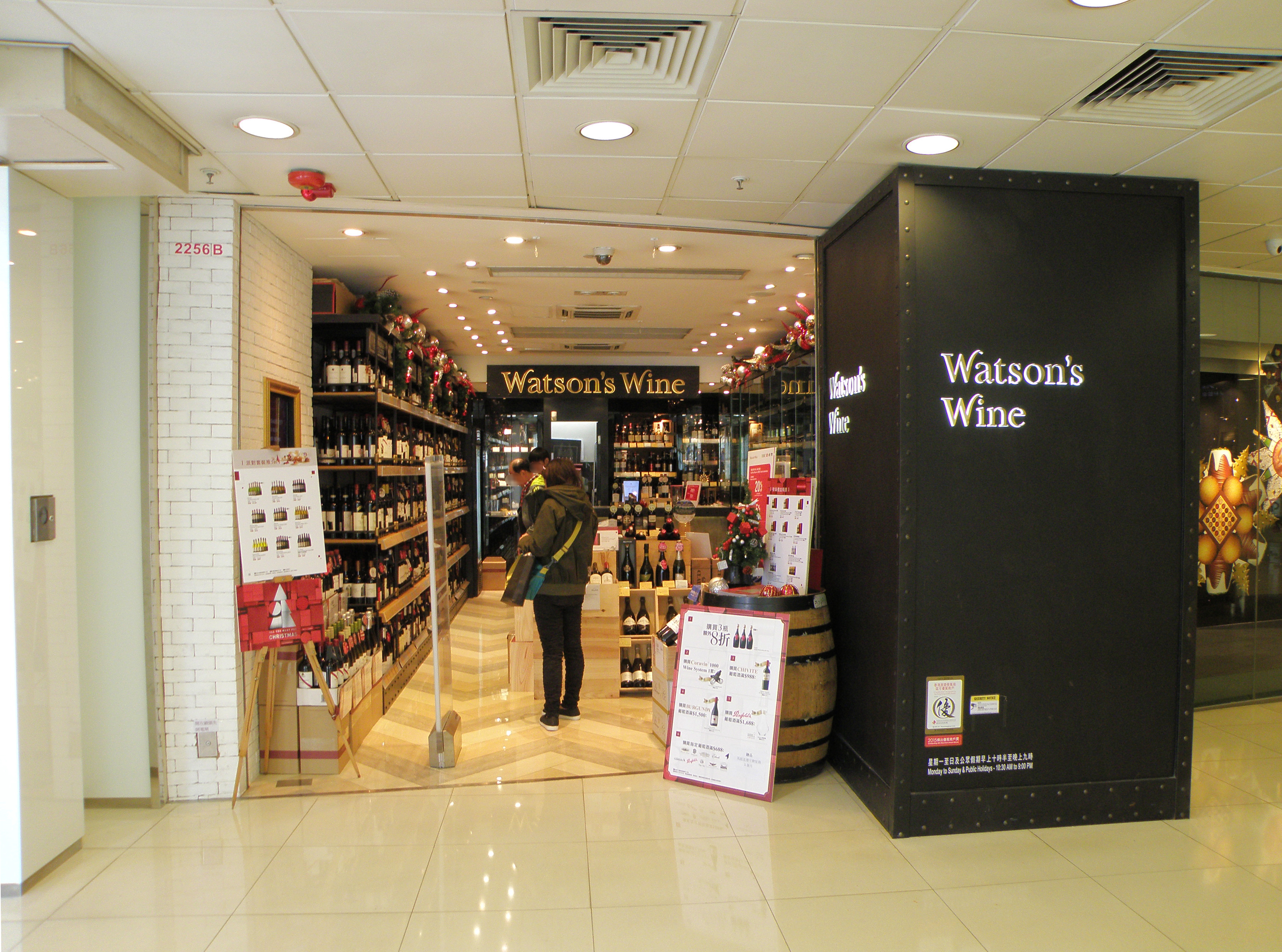
屈臣氏酒窖

屈臣氏酒窖舊標誌

屈臣氏酒窖（英語：Watson's Wine）是長江和記實業旗下屈臣氏集團在香港設立的洋酒零售連鎖店，主要對象是中產階級的消費者，售賣世界各地洋酒。現時在香港共有28間分店，上海設有2間分店。首間分店於1998年6月在中環國際金融中心商場開幕。
近年來，屈臣氏酒窖積極結合科技、大數據及人工智慧的生態系統, 拓展其O+O(線下及線上)業務，爲顧客提供最完善的購物體驗。

## 歷史
1998年6月在中環國際金融中心一期商場開幕。
2000年秋季，酒窖開展了批發業務，向全港餐廳、會所及酒店供應餐酒、啤酒和烈酒。
2007年，屈臣氏酒窖及其批發業務單位分別榮獲由全球性的著名洋酒刊物Wine Business International頒發「最佳零售商」及「最佳批發商」獎項。
2007年8月，屈臣氏酒窖與Nuance-Watson成為合作夥伴，把store within store的概念帶到澳門威尼斯人度假村酒店。
屈臣氏酒窖每逢周未都會舉行試酒活動。屈臣氏酒窖要求每位員工均須修讀國際認可的洋酒課程（Wine & Spirit Education Trust）。

## 分店
- 香港島
  - 上環無限極廣場地下G06號舖（營業時間：11:00-20:00）
  - 中環國際金融中心商場3樓3019號舖（營業時間：11:00-20:00）
  - 中環德己立街1-13號世紀廣場地庫3號舖（營業時間：11:00-22:00）
  - 中環長江集團中心B2層（營業時間：11:00-19:30（一至五）／11:00-20:00（六至日），food le parc超市附近）
  - 金鐘太古廣場地庫（營業時間：10:00-22:00，Great超市內）
  - 灣仔會展廣場1樓102C號舖（營業時間：11:00-22:00）
  - 灣仔合和中心3樓301-306號舖（營業時間：11:00-19:30）
  - 銅鑼灣柏寧酒店地下D3B號舖（營業時間：11:30-20:00）
  - 銅鑼灣利園二期地下G03號舖（營業時間：11:00-20:00）
  - 跑馬地成和道69號地下B舖（營業時間：11:30-20:00）
  - 鰂魚涌太古城中心2樓223號舖（營業時間：11:00-20:00）
  - 鰂魚涌華蘭路20號華蘭中心地下2-3號舖（營業時間：11:00-19:30）
  - 赤柱赤柱廣場2樓204號舖（營業時間：11:00-19:30（日至四）／11:00-20:00（五至六））
- 九龍
  - 尖沙咀海洋中心3樓313A號舖（營業時間：11:30-20:00）
  - 尖沙咀加連威老道96號希爾頓大廈地下8-9號舖（營業時間：12:00-20:00）
  - 尖沙咀K11地下G30號舖（營業時間：11:30-20:00（一至六）／12:00-20:00（日））
  - 紅磡黃埔花園十二期家居庭B1層（營業時間：11:00-19:30，TASTE超市內）
  - 九龍塘又一城MTR層（營業時間：11:00-20:00，TASTE超市內）
  - 觀塘創紀之城5期apm低層地下5A號舖（營業時間：11:00-19:30）
- 新界
  - 西貢福民路22-40號西貢苑地下1A號舖（營業時間：11:00-19:30（一至五）／11:30-19:30（四至六））
  - 馬鞍山西沙路608號馬鞍山廣場3樓343-363號舖TASTE超市內臨時專櫃（特定時期營業，營業時間與TASTE超市跟隨）
- 離島
  - 東涌東薈城地庫B1-B10號舖（營業時間：11:30-20:00（日至四）／12:00-20:00（五至六），TASTE超市內）
  - 愉景灣愉景灣廣場地下G11A2號舖（營業時間：11:30-20:00（一至五）／12:00-20:00（六至四））
- 澳門
  - 南灣大馬路759號1樓（營業時間：11:00-22:00（一至五），只供自取，如需送貨，請聯繫客戶服務。）

## 出售產品
屈臣氏酒窖出售來自全球的洋酒，包括：
- 從20多個國家採購洋酒，供應逾2,000款佳釀，而獨家供應的也有400多款。
- 儲存了波爾多及新興釀酒區300多款的佳釀。